# Иван Николић
Иван Р. Николић (Ниш, СФРЈ,1962) српски је универзитетски професор, сликар и музичар. Редовни је професор Медицинског факултета у Нишу на катедри за хистологију и ембриологију.

## Биографија
Рођен је у Нишу где је завршио основну школу и гимназију "Светозар Марковић". Медицину је дипломирао 1986. године на Медицинском факултету у Нишу где је 1992. одбранио и магистарски рад из области хистологије и ембриологије а докторску тезу 1996. године такође из исте области.
Поред Александра Ђ. Костића сматра се једним од највећих хистолога данашњице, аутор је многобројнх радова, уџбеника а нарочито илустрација. Усавршавао се из области хистохемије, имунохистохемије и стереологије.
Звање редовног професора у Нишу стекао је 2011. године а предаје и на Медицинском факултету Војномедицинске академије у Београду и Медицинском факултету у Фочи. Поред тога бави се сликањем, оперским певањем а виолину свира од своје четврте године. Иако је самоуки свирач имао је запажене наступе са многобројним познатим оркестрима, неколико пута и на РТС-у.
Ожењен је и има два сина.